# Championnat d'Arménie de football 2024-2025
Navigation
Édition précédente Édition suivante
La saison 2024-2025 de Ligue supérieure est la 33e édition du Championnat d'Arménie de football. Lors de cette saison, le FC Pyunik tente de conserver son titre de champion d'Arménie. Trois places sont qualificatives pour les compétitions européennes, la quatrième place étant celle du vainqueur de la Coupe d'Arménie 2024-2025.
Le championnat est disputé par onze équipes qui s'affrontent trois fois pour un total de 30 rencontres chacune afin de déterminer le classement final. Le vainqueur de la compétition est titré champion d'Arménie et se qualifie pour le premier tour qualificatif de la Ligue des champions 2025-2026 tandis que les deux suivants accèdent au premier tour de qualification de la Ligue Conférence 2025-2026.
Le vainqueur de la Coupe d'Arménie 2024-2025 se qualifie pour le deuxième tour de la Ligue Conférence 2025-2026.
En fin de saison le FC Noah remporte son 1er titre de champion d'Arménie.

## Clubs participants
- Alashkert FC
- Ararat Erevan
- FC Ararat-Armenia
- BKMA Erevan (en)
- FC Noah
- FC Pyunik
- Shirak FC
- FC Urartu
- FC Van
- FC West Armenia
- Gandzasar Kapan - promu de D2

## Compétition
Les onze participants s'affrontent à trois reprises pour un total de 30 matchs chacun.

### Classement
Le classement est établi sur le barème de points classique (victoire à 3 points, match nul à 1, défaite à 0).
Pour départager les égalités, selon l'article 14.02 du règlement, on tient d'abord compte du nombre de points en confrontations directes, puis de la différence de buts en confrontations directes, puis du nombre de buts marqués en confrontations directes puis du nombre total de victoires, puis de la différence de buts générale, puis du plus petit nombre de cartons rouges, puis du plus petit nombre de cartons jaunes, puis du meilleur classement fair-play et enfin le cas échéant un tirage au sort.
| Rang | Équipe              | Pts | J  | G  | N | P  | Bp | Bc | Diff |
| ---- | ------------------- | --- | -- | -- | - | -- | -- | -- | ---- |
| 1    | FC Noah C           | 75  | 30 | 24 | 3 | 3  | 92 | 20 | +72  |
| 2    | FC Ararat-Armenia S | 66  | 30 | 21 | 3 | 6  | 75 | 28 | +47  |
| 3    | FC Urartu           | 62  | 30 | 19 | 5 | 6  | 64 | 31 | +33  |
| 4    | FC Pyunik T         | 53  | 30 | 17 | 2 | 11 | 59 | 37 | +22  |
| 5    | FC Van              | 52  | 30 | 15 | 7 | 8  | 56 | 36 | +20  |
| 6    | BKMA Erevan (en)    | 36  | 30 | 10 | 6 | 14 | 44 | 54 | -10  |
| 7    | Shirak FC           | 35  | 30 | 10 | 5 | 15 | 30 | 50 | -20  |
| 8    | Ararat Erevan       | 26  | 30 | 9  | 5 | 16 | 36 | 59 | -23  |
| 9    | Alashkert FC        | 26  | 30 | 6  | 8 | 16 | 24 | 52 | -28  |
| 10   | Gandzasar Kapan P   | 10  | 30 | 2  | 4 | 24 | 16 | 73 | -57  |
| 11   | FC West Armenia A   | 23  | 30 | 7  | 2 | 21 | 22 | 78 | -56  |

Qualifications européennes
Ligue des champions 2025-2026
- 1er : 1er tour de qualification

Ligue Conférence 2025-2026
- 2e : 2e tour de qualification
- 3e et 4e : 1er tour de qualification

Abréviations
- T : Tenant du titre
- C : Vainqueur de la Coupe d'Arménie 2024-2025
- S : Vainqueur de la Supercoupe d'Arménie 2024
- P : Promu de D2

- A Le FC West Armenia est exclu du championnat après deux non présentation au match[4].

- Le FC Noah ayant remporté la Coupe d'Arménie, c'est le deuxième qui se qualifie pour le deuxième tour de la Ligue Conférence 2025-2026[5].

## Bilan de la saison
| Championnat d'Arménie de football 2024-2025 |                     |
| Champion                                    | FC Noah (1er titre) |
| Dauphin                                     | FC Ararat-Armenia   |
| Coupes et trophées                          |                     |
| Vainqueur de la Coupe d'Arménie 2024-2025   | FC Noah             |
| Vainqueur de la Supercoupe d'Arménie 2024   | FC Ararat-Armenia   |
| Qualifications continentales                |                     |
| Ligue des champions 2025-2026               | FC Noah             |
| Ligue Conférence 2025-2026                  | FC Ararat-Armenia   |
| Ligue Conférence 2025-2026                  | FC Urartu           |
| Ligue Conférence 2025-2026                  | FC Pyunik           |
| Promotions et relégations                   |                     |
| Promus en première division                 |                     |
| Relégués en deuxième division               | Gandzasar Kapan     |
| Relégués en deuxième division               | FC West Armenia     |